# Blaringhem

Blaringhem este o comună în departamentul Nord, Franța. În 1 ianuarie 2022 avea o populație de 2.046 de locuitori.